# Alan Glynn
Pour les articles homonymes, voir Glynn.
Alan Glynn est un écrivain irlandais né en 1960, vivant actuellement à Dublin, dans le quartier de Terenure.

## Biographie
Il est né en 1960 dans le quartier résidentiel de Drumcondra à Dublin en Irlande. Il étudie la littérature anglaise au Trinity College de Dublin.

## Ouvrages publiés
En anglais
- The Dark Fields, 2001, Bloomsbury   (ISBN 1582342245).
- Winterland, 2009, Faber & Faber et Macmillan USA.
- Bloodland, 2011.
- Under the Night, 2018, Faber & Faber.

En allemand
- Stoff, 2006, Ullstein Taschenbuchverlag, traduction de The Dark Fields  (ISBN 978-3-548-26634-3).

En français
- Champs de ténèbres, Presses de la Cité, 2004, et Pocket, 2006, traduction de The Dark Fields.
- L'Expérience, Sonatine, 2019, traduction de Under the Night.

## Adaptation cinématographique
- Son premier roman, Champs de ténèbres ou The Dark Fields en anglais, a été adapté au cinéma en 2011 par Neil Burger sous le titre Limitless.